# Unzione di Gesù

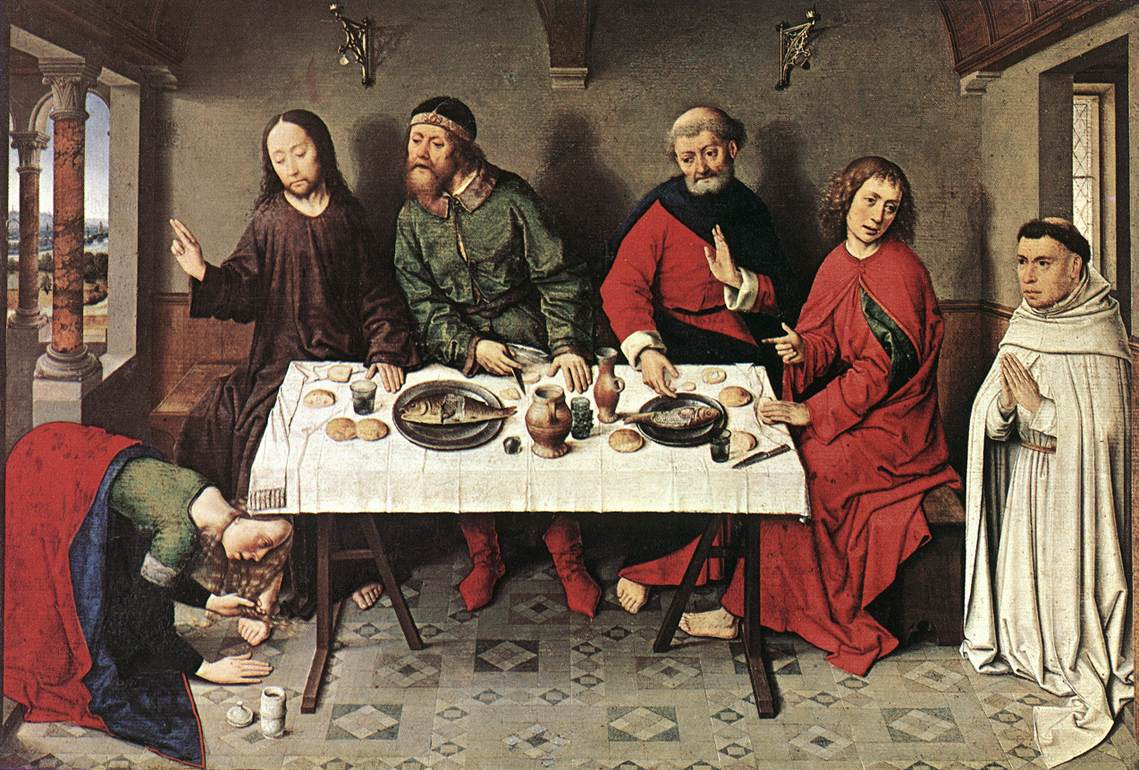
Cristo nella casa di Simone (Dieric Bouts)

L'unzione di Gesù è un episodio della vita di Gesù raccontato dai vangeli canonici, in cui Gesù viene unto da una donna con olio profumato. L'episodio è raccontato dagli evangelisti con diverse differenze anche importanti, che sono oggetto di discussione tra gli esegeti. Nei vangeli di Matteo, Marco e Giovanni l’episodio si svolge a Betania, in Giudea, pochi giorni prima della Passione di Gesù, mentre nel vangelo di Luca è posizionato durante il ministero di Gesù in Galilea, in un luogo non precisato; nel racconto lucano vi sono ulteriori differenze (la casa è di un fariseo, la donna è una pubblica peccatrice ed altro ancora), per cui diversi studiosi ritengono che non si tratti dello stesso episodio.

## L'unzione di Betania

### Vangeli di Marco e Matteo
Nel vangelo secondo Marco e nel vangelo secondo Matteo l'episodio è raccontato in modo molto simile ed è localizzato a Betania, durante una cena a casa di Simone il lebbroso, due giorni prima di Pasqua. Una donna di cui non viene citato il nome porta un vaso di alabastro contenente un olio profumato molto prezioso (Marco specifica che si trattava di olio di nardo), che versa sul capo di Gesù. Alcuni dei presenti si indignano e dicono che si trattava di uno spreco: vendendo il profumo, si sarebbe potuto ricavare molto denaro con cui aiutare i poveri. Gesù dice a queste persone di non rimproverare la donna perché aveva compiuto verso di lui un’opera buona: i presenti alla cena avrebbero continuato ad avere con loro i poveri ma non lui. Gesù dice che la donna, versando l’olio sul suo capo, aveva preparato il suo corpo per la sepoltura e la sua azione sarebbe stata ricordata per sempre. Tra i due vangeli vi sono alcune piccole differenze: Marco precisa che l'olio era di puro nardo e che la donna prima di versarlo ruppe il vaso, mentre Matteo precisa che le persone che si sono indignate erano discepoli di Gesù.

### Vangelo di Giovanni
Nel vangelo secondo Giovanni l’episodio avviene a Betania nel corso di una cena, dopo la risurrezione di Lazzaro, sei giorni prima di Pasqua. Lazzaro siede tra i commensali, mentre sua sorella Marta serve a tavola; non è specificato esattamente dove avviene l'episodio, ma è ipotizzabile che la casa sia quella di Lazzaro. Ad eseguire l'unzione è Maria, l'altra sorella di Lazzaro, che porta un vaso contenente un olio con estratto di puro nardo, molto costoso; con quest’olio unge i piedi di Gesù, asciugandoli con i suoi capelli. Giuda Iscariota, che teneva la cassa dei discepoli di Gesù, si indigna per lo spreco e dice che vendendo il profumo si potevano ricavare trecento denari, con cui aiutare i poveri. Anche in questo caso Gesù dice di non rimproverare la donna e di lasciare che usi l'olio per la sua sepoltura, perché i discepoli avrebbero continuato ad avere con loro i poveri, ma non Gesù.

### Differenze tra i racconti e problemi
In Matteo e Marco l’episodio avviene a casa di Simone il lebbroso ma ciò è considerato storicamente inverosimile, perché nell'antico Israele i lebbrosi erano considerati impuri e dovevano vivere segregati fuori dai centri abitati, quindi non potevano offrire banchetti; è stato perciò ipotizzato che si trattasse di un ex lebbroso, precedentemente guarito da Gesù. Secondo lo studioso ebreo Pinchas Lapide ci sarebbe un errore di traduzione, per cui Simone non sarebbe un lebbroso ma un esseno. Alcuni studiosi ipotizzano che Simone l'esseno potesse essere stato un parente di Lazzaro, forse addirittura il padre, cosa che risolverebbe il problema della divergenza tra la casa di Simone e quella di Lazzaro, che sarebbe in realtà la stessa. Secondo altri autori, la malattia del padrone di casa avrebbe invece un significato simbolico e teologico, così come la differenza tra le due case. Per Marco, Gesù va anche dove si trova l’impurità e l’unzione avviene a casa di un escluso perché egli è il messia degli esclusi; per Giovanni, l’episodio avviene nella casa dove si trova Lazzaro che Gesù ha risuscitato, cosa che prefigura non soltanto la morte e la sepoltura di Gesù, ma anche la sua stessa risurrezione.
Un'altra differenza rilevante è costituita dall'identità della donna, anonima per Matteo e Marco, identificata per Giovanni; è possibile che Matteo e Marco, a differenza di Giovanni, non conoscessero realmente il suo nome oppure che l'anonimato sia una scelta da loro voluta per trasformare la donna nel modello ideale dell'adesione a Gesù, in cui ogni credente possa riconoscersi. La differenza più rilevante è sulle modalità dell’unzione, che in Matteo e Marco avviene al capo, in Giovanni ai piedi. È possibile che gli evangelisti abbiano attinto a tradizioni diverse, oppure che le abbiano rielaborate secondo le proprie prospettive teologiche.

### Interpretazione teologica
Il profumo di nardo citato da Marco e Giovanni è citato anche nel Cantico dei cantici e rappresenta l'amore. La reale identità della donna che unge Gesù è secondaria, dato che rappresenta la comunità dei seguaci di Gesù: la relazione tra lei e il maestro richiama la relazione nuziale tra Dio e il suo popolo di cui parla l'Antico Testamento. L’unzione di Gesù ha un significato di omaggio; quella al capo in Marco e Matteo richiama l'unzione regale e sacerdotale, mentre quella ai piedi in Giovanni ha un significato di venerazione e simboleggia il riconoscimento della natura divina di Gesù. L'unzione al capo dell’ospite era eseguita dal padrone di casa, quella ai piedi dai servi, per cui Maria si pone nella posizione della serva.  Essa asciuga con i propri capelli i piedi di Gesù per raccogliere l'olio in eccesso che ha versato, per cui i suoi capelli sono unti dello stesso olio versato sui piedi del maestro: ciò vuole significare il dono fatto ricade sul donatore, che ne beneficia a sua volta. Giovanni riporta che il profumo si sparge in tutta la casa: ciò significa che il dono che è stato fatto non ricade solo sul donatore, ma si estende a tutta la comunità di cui il donatore fa parte. Nel racconto giovanneo dell’unzione dei piedi si può vedere un richiamo alla lavanda dei piedi eseguita da Gesù nell'Ultima cena, in cui sarà lui a porsi nella posizione di colui che serve. L’azione di rompere il vaso riportata da Marco è simbolica e rappresenta l’offerta della propria vita a Gesù. Simbolico è anche il ruolo dei partecipanti all'episodio. La donna rappresenta coloro che hanno riconosciuto Gesù come loro re e sono disposti a donare per lui la propria vita, seguendolo fino in fondo. I discepoli che si indignano rappresentano coloro che non hanno compreso realmente Gesù e non hanno accettato il suo invito al dono totale di sé stessi. La reazione di Giuda, che sarà seguita dal suo tradimento, rappresenta invece l'abbandono di Gesù da parte di quelli che stavano con lui per cercare in realtà il proprio interesse. Infine, non c’è una contrapposizione tra i poveri e Gesù, perché l’adesione alla persona di Gesù ha come conseguenza la dedizione della propria esistenza al servizio dei più deboli.

## Gesù, il fariseo e la peccatrice

### Vangelo di Luca
Il vangelo secondo Luca racconta che Gesù è stato invitato a pranzo a casa di un fariseo di nome Simone. Durante il banchetto si presenta in casa una prostituta, definita come "una nota peccatrice della città", che si getta ai piedi di Gesù, bagnandoli con le sue lacrime e asciugandoli con i suoi capelli, per poi baciarli e ungerli con olio profumato. Con l’episodio dell’unzione di Betania del vangelo di Giovanni esistono alcune analogie (la donna unge i piedi di Gesù e usa i suoi capelli per asciugarli) ma anche varie differenze: in Giovanni non si parla di lacrime né di baci; la donna asciuga con i capelli l'olio e non le lacrime; l'olio usato è prezioso e costoso, mentre Luca si riferisce ad un normale olio profumato, che le prostitute dell’epoca usavano nella loro attività per massaggiare i clienti.  L'episodio di Luca ha inoltre un significato diverso, perché vuole richiamare l’attenzione sulla misericordia di Dio e sul perdono dei peccati. Si sottolinea che Gesù va oltre le apparenze: dove il fariseo vede solo il peccato, lui vede la fede.
Il padrone di casa del racconto di Luca si chiama Simone come l’analogo personaggio dei racconti di Marco e Matteo e ciò ha fatto ipotizzare ad alcuni autori che possa trattarsi di due episodi diversi, ma con gli stessi personaggi. Altri autori non sono però d’accordo con questa ipotesi, facendo notare che all’epoca Simone era un nome molto comune in Palestina.